# NGC 6100
NGC 6100 في الفهرس العام الجديد، هي مجرة، تقع في كوكبة الحية. اكتشفت في 3 يوليو 1886 بواسطة لويس سويفت.

## روابط خارجية
- NGC 6100 على موقع ويكي سكاي: DSS2, SDSS, GALEX, IRAS, Hydrogen α, X-Ray, Astrophoto, Sky Map, Articles and images